# معركة البليخ
حينما اقترب الجيش الصليبي الكبير من حران في أثناء الحملات الصليبية، وفرض عليها الحصار المحكم، وهو لا يعلم باتحاد الجيشين المسلمين للموصل وحصن كيفا؛ كانت مفاجأة كبيرة جدًّا للصليبيين أن ظهر في الأفق الجيش الإسلامي المتحد، والمكوَّن من عشرة آلاف مقاتل، منهم ثلاثة آلاف من العرب والسلاجقة والأكراد تحت قيادة جكرمش، وسبعة آلاف تركماني تحت قيادة سقمان بن أرتق.
وفي سنة (497هـ) 7 من مايو 1104م دارت موقعة شرسة بين المسلمين والصليبيين، وذلك على ضفاف نهر البليخ.
وقاتل في هذه المعركة بلدوين دي بورج وجوسلين دي كورتناي بكل قوتهما؛ لأن المعركة تدور تقريبًا في حدود إمارتهما، أما بوهيموند فقد استفاد من درس أسره قبل ذلك؛ ولذلك وقف في مؤخرة الجيش مع ابن أخته تانكرد ليؤمِّن ظهر الجيش الصليبي، وفي نفس الوقت ليؤمِّن لنفسه طريقًا للهرب!
وما هي إلا ساعات وانتصر الجيش المسلم انتصارًا مهيبًا قُتل فيه من الصليبيين أكثر من اثني عشر ألف مقاتل! كما تمَّ أسر بلدوين دي بورج وجوسلين دي كورتناي!! هذا فوق عدد كبير آخر من الأسرى، إضافةً إلى كميات ضخمة من الغنائم والأموال والسلاح، وولَّى بوهيموند وتانكرد الأدبار مسرعين إلى أنطاكية!
ولم يتعرض المسلمون أثناء القتال إلى أزمة حقيقية، فقد كانت السيطرة لهم من بادئ الأمر، إلا أنهم تعرضوا لأزمة كبيرة بعد الموقعة، لكن كتب الله لهم منها النجاة؛ ذلك أن معظم الغنائم والأموال -وكذلك الأسيرين الثمينين- وقعوا في يد سقمان بن أرتق وجيشه، وخرج جكرمش خالي الوفاض من المعركة، وغضب جيش جكرمش وهم يشاهدون الثروات تقع في يد الجيش التركماني، وأغروا جكرمش بأخذ نصيبه منها، واقتنع جكرمش بذلك، وذهبوا للمعسكر التركماني، وقد وجدوا أن سقمان كان في مطاردة الصليبيين مع جزء من جيشه، فدخلوا خيمة الأسرى، واستطاعوا أن يأخذوا بلدوين دي بورج أمير الرها، والأسير الأعظم وعادوا به إلى معسكرهم!
وعاد سقمان من مطاردته، وعرف بما حدث، وحضَّه جيشه على قتال جكرمش لأخذ الأسير الثمين، إلا أن سقمان وقف موقفًا لله هو من أعظم المواقف في حياته، ويدل دلالة واضحة على طيب معدنه، وصدق نيته؛ لقد قال سقمان لجيشه: «لا يقوم فرح المسلمين في هذه الغزاة بغمِّهم باختلافنا، ولا أوثر شفاء غيظي بشماتة الأعداء بالمسلمين».
إنه لا يريد أن يضيع سعادة المسلمين بالنصر باختلافهم على الغنيمة، ولا يريد أن يشفي صدره من جكرمش ويسبِّب شماتة الأعداء في المسلمين.
ثم إنه لم يكتفِ بذلك، بل استغل النصر الإسلامي المهيب، وأخذ ملابس الصليبيين وأسلحتهم، وألبسها لجنوده المسلمين كنوع من التمويه على الصليبيين، ثم مرَّ على عدة قلاع كان الصليبيون قد استولوا عليها، فيحسبهم الصليبيون إخوانهم وجيشهم فيفتحون القلعة، فيدخل المسلمون ويسيطرون على القلعة، وهكذا حتى تمَّ له السيطرة على عدة قلاع وحصون مهمة في المنطقة.
أما جكرمش فقد سار إلى حران، فتسلمها وضمها إلى الموصل، ولم يكتفِ بذلك بل قرر أن يأخذ جيشه -على قلته- ويحاصر إمارة الرها، وهو وإن كان يعلم أن هذه القوة القليلة ما تستطيع أن تفتح إمارة الرها الحصينة، إلا أنها كانت نوعًا من الحرب النفسية سيكون لها أشد الأثر على الصليبيين، خاصةً بعد هذه الهزيمة الثقيلة في حرَّان، أو في موقعة البليخ (نسبة إلى النهر الذي دارت حوله الموقعة).

## نتائج معركة البليخ
لقد حققت هذه الموقعة آثارًا جلية، ولهذا كانت نقطة مضيئة جدًّا في الصراع الإسلامي - الصليبي، على الرغم من كونها على النطاق العسكري والإقليمي لم تكن من المواقع الكبرى. ولعلنا في هذه العجالة نقف على عشر نتائج مهمة لهذه الموقعة المهمة:
1. ارتفعت الروح المعنوية للمسلمين بشكل لافت للنظر، وظلت هذه الموقعة محفورة في أذهانهم ولفترة طويلة، وليس ذلك لقتل عدد من الصليبيين أو أسر آخرين فحسب، ولكن لوضوح الرؤية عند المسلمين في هذه المعركة، ومعرفة المسلمين لأسباب النصر الحقيقية، ولرفع الكلمة الغالية: (الجهاد في سبيل الله)، ولرؤية ثمرة التأييد الرباني لمن سار في طريق الله، وتمسك به.
2. لا شك أنه إن كان الأثر إيجابيًّا على المسلمين إلى هذه الدرجة، فإنه حتمًا سيكون سلبيًّا على الصليبيين وبدرجة أشد، ولقد شعر الصليبيون بالهزيمة النفسية، وبالإحباط الشديد الذي ظل متوارثًا فيهم ولأجيال متلاحقة، بل إننا لا نبالغ إن قلنا أن هذه المعركة كانت سببًا في تغيير طريقة التفكير للصليبيين في العراق وفارس، فهذه هي المرة الأولى -وكذلك الأخيرة- التي يفكر فيها الصليبيون في غزو هذه المناطق، وبذلك تكون هذه الموقعة -على بساطتها- قد وضعت حدًّا لأحلام الصليبيين وطموحاتهم.[7]
3. فَقَد الصليبيون في هذه الموقعة أكثر من اثني عشر ألف مقاتل، لا شك أنهم أثروا تأثيرًا سلبيًّا في قوة الصليبيين، خاصةً أن الأوربيين فقدوا حماستهم في القدوم إلى أرض الإسلام بعد كارثة الحملة الصليبية التي جاءت سنة (494هـ) 1101م، أي من ثلاث سنوات فقط، ومن ثَمَّ تناقص عدد الجنود في إمارتي الرها وأنطاكية تناقصًا مزعجًا، كان له أكبر الأثر في خطط الإمارتين.
4. لم تفقد إمارة الرها جنودًا فقط، بل فقدت أميرها ونائبه! فقد وقع بلدوين دي بورج ونائبه جوسلين دي كورتناي في الأسر، ولا يعلم أحد متى يكون إطلاقهما، وخاصةً أن كل واحد منهما مأسور في إمارة مختلفة؛ فبلدوين في يد جكرمش أمير الموصل، وجوسلين في يد سقمان أمير حصن كيفا وماردين[8]، وعلى هذا فلم يجد جيش الرها الصليبي من يتولى زعامة الإمارة في غياب الأميرين الكبيرين، فعرضوا على تانكرد النورماني أن يتولى الإمارة لحين إطلاق سراح أحد الأميرين[9]، وبالطبع وجدها تانكرد فرصة سانحة لتحقيق طموحه. وهكذا كان تانكرد يعمل في أرض الشام كالجوكر الذي يستعان به عند الأزمات، فهو تارة أمير للجليل في إمارة بيت المقدس، وتارة أخرى أمير على أنطاكية في غياب بوهيموند، وتارة ثالثة أمير على الرها في غياب بلدوين دي بورج.
5. فقدت الإمارات الصليبية بعد هذه الهزيمة عدة قلاع وحصون، بل وعدة قرى ومدن وأملاك، وتغيرت جغرافية المنطقة تغيرًا ملموسًا، ولم يكن الأمر واقفًا فقط عند القلاع التي حررها سقمان في أعقاب المعركة مباشرة، وكانت كل هذه القلاع تابعة لإمارة الرها، بل تجاوز الأمر كذلك إلى إمارة أنطاكية حيث فقدت هي الأخرى عددًا ضخمًا من القرى والحصون التابعة لها.
6. حافظ المسلمون بهذه الموقعة على الطريق بين الشام والعراق مفتوحًا وآمنًا، ولمدة طويلة جدًّا من الزمان، مما سهل بعد ذلك خروج الحملات المتتالية من الموصل وما حولها إلى حرب الصليبيين في الرها وأنطاكية وغير ذلك.
7. أحدثت هذه الموقعة تغيرًا استراتيجيًّا خطيرًا في المنطقة؛ إذ بدأ الأرمن يتجرءون -وهذه أول مرةٍ في تاريخهم مع الصليبيين- على الصليبيين بطريقة جِدِّية؛ لقد عانى الأرمن كثيرًا من جور الصليبيين، لكن لم يكن لهم طاقة بهم، أما الآن -ومع هزيمة الصليبيين- فقد قرر الأرمن في بعض القلاع والمدن التي يغلب الأرمن على سكانها أن يتراسلوا مع الأتراك ليسلموهم قلاعهم ومدنهم، ويخرجوا بذلك عن حكم الصليبيين، مفضلِّين بذلك حكم المسلمين على حكم النصارى الصليبيين.
8. ألقيت بذور الضعف في إمارة الرها، فسكانها الأرمن فكروا فيما فكر فيه الأرمن في الأماكن الأخرى، وبدءوا يثورون على حكم الصليبيين، بل وتراسلوا في فترة من فتراتهم مع السلاجقة، وهذا أدى إلى صراع ضخم بينهم وبين حكامهم من الصليبيين، وسوف يؤدي مستقبلاً إلى صدامات خطيرة، ولا شك أن هذه التداعيات سيكون لها أكبر الأثر في مستقبل هذه الإمارة القريبة من شمال العراق الغني -آنذاك- بالمتحمسين من أبناء الأمة الإسلامية.
9. لم يقف الحد عند نشاط المسلمين وسعيهم لتحرير بعض أراضيهم بل وصلت أنباء هذه الهزيمة للدولة البيزنطية، وسرعان ما تحرك الإمبراطور المحنك ألكسيوس كومنين لاستغلال الفرصة، وعمل في محورين خطيرين؛ فكان المحور الأول محورًا بريًّا حيث وجَّه جيشًا إلى منطقة قليقية، واستطاع بسهولة ضم مدن قليقية الشهيرة، وعلى رأسها طرسوس وأذنة والمصيصة إلى الدولة البيزنطية.[10] أما المحور الثاني فكان محورًا بحريًّا حيث استطاع الأسطول البيزنطي أن يسترد ميناء اللاذقية المهم[11]، بل وتمركز في عدة مواقع أخرى على ساحل البحر الأبيض المتوسط فيما بين اللاذقية وطرطوس، فضلاً عن قلعة المرقب.[12]
10. تلقى بوهيموند أمير أنطاكية في هذه الموقعة وبعدها عدة طعنات نافذة أفقدته توازنه تمامًا؛ مما أدى إلى قرار خطير جدًّا أخذه عن اضطرار.